# Era Tenpyō

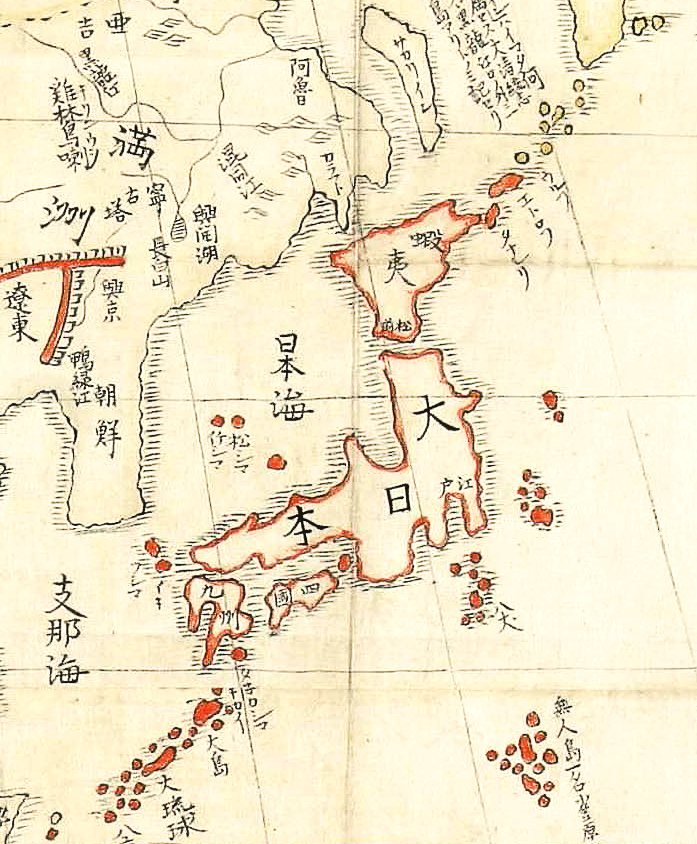
Mapa de l'est del Japó

L'Era Tenpyō (天平), també romanitzada com a Tempyō, és una època del Japó després de l'Era Jinki i abans de la Tenpyō-kanpō. Aquesta era abasta, durant el Període Nara, el temps comprés entre l'agost del 729 a l'abril del 749. L'emperador regnant n'és Shōmu (聖武天皇)-tennō.
En la història de l'art japonés, el Període Tenpyō o Cultura Tenpyō es refereix a un període més llarg que segueix al Període Hakuhō, que abasta des del 710 fins al 784, i coincideix amb el període històric de Nara.

## Canvi d'era
- 729 Tenpyō gannen (天平元年). El nom de la nova era es crea per marcar un fet o una sèrie de fets. L'era anterior acaba on comença la Jinki 6, el 5 del 8é mes del 729.[5]

## Esdeveniments de l'Era Tenpyō
- 740 (Tenpyō 12): en la cort de l'emperador Shōmu a Nara, Kibi no Makibi i Genbō conspiren per a desacreditar Fujiwara no Hirotsugu, que era dazai shoni en el Kyushu.[6]
- 740 (Tenpyō 12): la rebel·lió de Fujiwara no Hirotsugu naix per reacció contra la influència creixent de Genbō i altres dignataris.[6]
- 740 (Tenpyō 12): sota comandament d'Ōno no Azumabito, envien una armada a Kyushu com a prevenció.[6]
- 740 (Tenpyō 12): Hirotsugu mor en la batalla, decapitat a Hizen.[6]
- 740 (Tenpyō 12): la capital es desplaça a Kuni-kyō.[7]
- 741 (Tenpyō 13): l'emperador demana l'establiment de temples provincials arreu de l'estat. S'estableixen temples provincials (kokubunji) i convents provincials (kokubunniji) arreu.[8] El nom més formal per als kokubunji és konkomyo-shitenno-gokoku no tera (que significa 'temples per a la protecció del país per les quatre divinitats guardianes de la llum daurada'). El nom més formal per als bokubunniji és hokke-metuzai no tera (que significa 'convents per a eliminar el pecat amb el sutra del lotus').[8]
- 743 (Tenpyō 15): l'emperador emet un rescrit per a construir el daibutsu (Gran Buda), acabat i col·locat al Tōdai-ji de Nara.[9]
- 743 (Tenpyō 15): es publica la llei de propietat perpètua de les terres de conreu (墾田永代私財法).
- 744 (Tenpyō 16): Naniwa-kyō s'anuncia com a capital.[6]
- 745 (Tenpyō 17): la capital retorna a Heijō-kyō (Nara), i es reprén la construcció del Gran Buda.[10]
- 749 (Tenpyō 20): després d'un regnat de 25 anys, l'emperador Shōmu abdica en favor de sa filla Takano-hime, que esdevé l'emperadriu Kōken. Després d'abdicar, Shōmu es fa monjo, i esdevé així el primer emperador retirat convertit en monjo budista. L'emperadriu Komyo, seguint l'exemple del marit, es fa monja budista.[11]